# مقاطعة سكوت (إنديانا)
مقاطعة سكوت (بالإنجليزية: Scott County, Indiana)‏ هي إحدى مقاطعات ولاية إنديانا في الولايات المتحدة. تأسست سنة 1820، بلغ عدد سكانها 24181 نسمة في عام 2010 حسب إحصاء مكتب تعداد الولايات المتحدة وتصل الكثافة السكانية فيها 49.04 نسمة/كم2.

## وصلات خارجية
- United States Counties